# Peter De Roover
Peter De Roover, né le 20 mai 1962 à Turnhout, est un enseignant et homme politique belge néerlandophone, membre de la Nieuw-Vlaamse Alliantie (N-VA), parti nationaliste flamand. À l'échelon fédéral belge, il a été chef de groupe N-VA à la Chambre des représentants et est, depuis le 10 juillet 2024, président de la Chambre des représentants.

## Biographie
Son père est conseiller communal à Berchem, d'abord pour la Volksunie ensuite comme indépendant. Peter de Roover est marié à Els van Doesburg, députée flamande qui lui a donné un enfant.
De 1980 à 1984, il étudie l'économie à l'UFSIA et est actif dans l'association étudiante KVHV Antwerpen dont il est le rédacteur en chef du journal Tegenstroom.
Il commence sa carrière professionnelle en 1984 comme enseignant en sciences économiques dans l'enseignement secondaire technique jusqu'à son élection à la Chambre en 2014. Il est aussi ponctuellement rédacteur dans plusieurs journaux (Doorbraak, Punt) en parallèle à ses fonctions au sein de la VVB.

## Parcours politique
Ses premiers contacts avec le monde politique se font au sein de la VUJO, organisation de jeunesse de la Volksunie. Il quitte cependant le parti au lendemain de la troisième réforme de l'État, voté avec l'appui des nationalistes flamands, déçu par celle-ci et par l'ouverture à la gauche opérée par Hugo Schiltz et Jaak Gabriëls.
Avec Jan Jambon, il rejoint le Vlaamse Volksbeweging (VVB) dont il sera de 1988 à 1989 le secrétaire politique. Il fonde notamment la section anversoise de l'association nationaliste flamande. En 1989 il en devient le président jusqu'en 1998. Sous sa direction, le VVB se prononce en faveur de l'indépendance de la Flandre (avec le congrès du 24 avril 1991: « Onze toekomst in Europa: Vlaanderen onafhankelijk »).
Le 20 octobre 2007, l'assemblée générale du VVB le désigne secrétaire politique avec Eric Defoort à la présidence. Il exerce cette fonction jusqu'en février 2013.
Pour les élections législatives fédérales belges de 2014, il est élu en troisième position sur la liste de la N-VA dans la circonscription anversoise. Le 17 janvier 2015, il est élu trésorier du parti nationaliste. Il renonce à ce poste en janvier 2016 pour devenir chef de groupe à la Chambre.
Il est réélu aux élections législatives fédérales belges de 2019 en poussant la liste anversoise de la N-VA.
Depuis 2019, il siège également au conseil communal de Mortsel.
En 2024, il réélu député fédéral. Le 10 juillet 2024, il est élu président de la Chambre des représentants.

## Mandats politiques
- Depuis le 19/06/2014 : député fédéral à la Chambre des représentants ;
- Depuis le 08/01/2019 : conseiller communal de la commune de Mortsel.